# Galavorstellung (Raumschiff Enterprise – Das nächste Jahrhundert)
Galavorstellung (Originaltitel: Peak Performance) ist die 21. Folge der zweiten Staffel der US-amerikanischen Science-Fiction-Fernsehserie Raumschiff Enterprise – Das nächste Jahrhundert. Sie wurde in den Vereinigten Staaten über Syndication vermarktet und erstmals am 10. Juli 1989 auf verschiedenen Fernsehsendern ausgestrahlt. In Deutschland war sie zum ersten Mal am 19. Juni 1992 in einer synchronisierten Fassung im ZDF zu sehen.

## Handlung
Im Jahr 2365 bei Sternzeit 42923,4 fliegt die USS Enterprise ins Braslota-Sternensystem. Nach dem kürzlich erfolgten Erstkontakt mit den Borg hält es die Sternenflotte für eine gute Idee, ihre Offiziere auf den Kampf mit einem weit überlegenen Gegner vorzubereiten. Unter der Leitung des Strategen Sirna Kolrami, der dem Volk der Zakdorn angehört, soll deshalb ein Manöver abgehalten werden, bei dem die Enterprise den Gegner darstellt. Der erste Offizier Riker soll das Kommando über die 80 Jahre alte und bereits außer Dienst gestellte USS Hathaway übernehmen und sich gegen die Enterprise zur Wehr setzen. Riker hat freie Hand bei der Auswahl seiner Mannschaft. Unter anderem wählt er Sicherheitschef Worf, Chefingenieur La Forge und den jungen Fähnrich Wesley Crusher.
Bevor er auf die Hathaway wechselt, möchte Riker noch eine Partie Strategema gegen Kolrami spielen, der darin ein Meister ist. Kolrami, der sehr von sich selbst überzeugt ist, nimmt an und besiegt Riker erwartungsgemäß recht schnell. La Forge und Schiffsärztin Pulaski überreden den zweiten Offizier Data, ebenfalls gegen Kolrami anzutreten. Da Data ein Android ist, sollten seine Gewinnchancen deutlich besser stehen. Er lässt sich darauf ein, doch auch er wird recht deutlich von Kolrami geschlagen.
Riker und seine Mannschaft begeben sich auf die Hathaway und haben nun 48 Stunden, um das Schiff einsatzbereit zu machen. La Forge stellt fest, dass der Warp-Antrieb wahrscheinlich nicht funktionieren wird, da keine Antimaterie und fast keine Dilithium-Kristalle mehr vorhanden sind. Wesley kommt eine Idee: Unter dem Vorwand, ein laufendes Experiment überwachen zu müssen, kehrt er kurz auf die Enterprise zurück. Sein Versuchsaufbau beinhaltet einen Antimateriebehälter. Wesley behauptet, das Experiment sei fehlgeschlagen und der Behälter müsse entsorgt werden. Doch statt ins All beamt er ihn in den Maschinenraum der Hathaway. Auch Worf beabsichtigt, eine List anzuwenden: Er will auf die Sensoren der Enterprise zugreifen und ihnen die Annäherung eines feindlichen Schiffs vorgaukeln.
Auf der Enterprise wird Data derweil von Selbstzweifeln geplagt. Er ist sich sicher, beim Strategema-Spiel keinen Fehler gemacht zu haben. Dass er dennoch verloren hat, kann er sich nur damit erklären, dass er fehlerhaft arbeitet. Er glaubt daher, für das Schiff nicht mehr von Nutzen zu sein, und erst als Pulaski, Counselor Troi und Captain Picard auf ihn einreden, nimmt er schließlich wieder seinen Dienst auf.
Das Manöver beginnt und Worf wendet seinen Trick an. Die Enterprise registriert ein romulanisches Kriegsschiff und die Mannschaft lässt sich davon kurz täuschen. Der Hathaway gelingt es dadurch, der Enterprise mehrere simulierte Treffer zuzufügen. Data ändert den Zugriffscode der Sensoren, doch kurz darauf taucht ein Ferengi-Raumschiff auf. Picard hält auch dieses für eine Täuschung und ignoriert es. Erst als es auf die Enterprise feuert, wird klar, dass dieses Schiff real ist. Die Ferengi beschädigen die Schutzschilde und den Transporter der Enterprise und ihre Waffen sind aufgrund des Manövers deaktiviert. Die Ferengi wundern sich, dass die Enterprise zunächst mit der Hathaway gekämpft hat und sie jetzt beschützt. Sie glauben, dass sich auf der Hathaway irgendetwas sehr wertvolles befindet, und fordern die Übergabe des Schiffs.
Riker nimmt heimlich Kontakt zur Enterprise auf und erklärt, dass der Warp-Antrieb der Hathaway repariert werden konnte. Daraufhin wird ein Plan entwickelt, demzufolge die Enterprise Photonentorpedos auf die Hathaway abfeuern soll, während diese gleichzeitig auf Warpgeschwindigkeit beschleunigt. Den Ferengi soll so eine Zerstörung des Schiffs vorgegaukelt werden. Der Plan gelingt und die Ferengi fallen darauf herein. Zugleich täuscht Worf den Sensoren der Ferengi die Annäherung eines weiteren Sternenflotten-Raumschiffs vor, woraufhin diese die Flucht ergreifen.
Kolrami gibt zu, dass er Rikers Fähigkeiten unterschätzt hat. Nach Beendigung des Manövers kommt es im Strategema zu einer Revanche zwischen ihm und Data. Das Spiel dauert dieses Mal erheblich länger und nach einer Rekordzeit von über 30.000 Zügen gibt Kolrami schließlich entnervt auf. Data erklärt, dass Kolrami auf Gewinn gespielt hat und davon ausging, dass sein Gegner dies auch tut. Data konzentrierte sich aber stattdessen auf ein Unentschieden. Die Partie hätte daher theoretisch unendlich lang weitergehen können. Streng genommen habe er also nicht gewonnen, aber er habe Kolrami „fertiggemacht“.

## Verbindungen zu anderen Star-Trek-Produktionen
Einige Elemente aus dieser Folge wurden in späteren Star-Trek-Produktionen wieder aufgegriffen:
- Die Zakdorn haben hier ihren ersten Auftritt. Sie waren später noch in Gast- und Statistenrollen in einigen Folgen von Raumschiff Enterprise – Das nächste Jahrhundert, Star Trek: Enterprise und Star Trek: Lower Decks zu sehen.
- Das Spiel Strategema wird auch in zwei Folgen von Star Trek: Lower Decks erwähnt.

## Produktion

### Drehbuch
Das Drehbuch zu dieser Folge stammt von David Kemper. Er hatte bereits während seiner Zeit als leitender Angestellter bei CBS Episoden unter Pseudonym verfasst, trat hier jedoch erstmalig mit seinem richtigen Namen in Erscheinung. Laut Kemper überzeugte er Roddenberry mit dem Argument, in seiner Episode würde niemand sterben, obwohl dies bei einer solchen Kriegssimulation möglich sei, weil Schiffe explodieren könnten. Auch wies er nachdrücklich darauf hin, jede einzelne Originalepisode von Raumschiff Enterprise zu kennen, ohne zu berücksichtigen, dass allgemein trotz aller Weltraumschlachten dort relativ wenige Personen ums Leben kommen. Das Drehbuch wurde von Richard Manning, Hans Beimler und Melinda Snodgrass leicht überarbeitet.
In der Starlog-Ausgabe Nummer 24 erklärte sich Kemper zu seinem Drehbuch ausführlich:

„Ich knüpfte an Genes gesamte Vorstellung von der nächsten Generation als einem freundlicheren, sanfteren Universum an, wo alle sich nicht immer gegenseitig an die Kehle gehen. Diesmal war es ein Fall, in dem es anachronistisch wurde, außerirdisch gesprochen: „Lasst uns ein Kriegsspiel machen.“ und Picard entgegnet: „Wir sind ein friedliches Schiff.“ Die Dinge gehen schief, Außerirdische tauchen auf, aber das war eine Episode, in der ich sagte: „Ich möchte niemanden töten. Es ist nicht notwendig jemanden tot zu phasern.“ Sie töten nicht, aber sie bluffen die Außerirdischen einfach, und niemand stirbt. Gene gefiel dieser Aspekt. Wir hätten ein Kriegsspiel veranstalten können, das schiefgelaufen wäre und Menschen sterben und Schiffe explodieren lassen. ... Ich kenne jede einzelne Originalfolge.“

Allerdings gab es in der Serie Raumschiff Enterprise bereits zwei Folgen, in denen Kirk bluffte, um ein Gefecht zu vermeiden. In der Episode Pokerspiele bluffte Kirk, genau wie in der Episode Wie schnell die Zeit vergeht.

### Darsteller
Roy Brocksmith, Darsteller von Sirna Kolrami, spielte auch Razka Karn in Folge 4.05 (Indiskretion) von Star Trek: Deep Space Nine Brent Spiner empfahl ihn, da er Brocksmith vom Broadway kannte.
Armin Shimerman, Darsteller von DaiMon Bractor, spielte zwischen 1993 und 1999 die Hauptfigur Quark in der Serie Star Trek: Deep Space Nine. Quark ist ebenfalls ein Ferengi.
Glenn Morshower hat hier als Fähnrich Burke seinen ersten Auftritt im Star-Trek-Franchise. Er spielte später noch vier weitere Nebenrollen in den Serien Raumschiff Enterprise – Das nächste Jahrhundert, Star Trek: Raumschiff Voyager und Star Trek: Enterprise, sowie im Spielfilm Star Trek: Treffen der Generationen.

### Kulissen
Für die Brücke der Hathaway wurde das umgebaute Set der Brücke der USS Enterprise NCC 1701 aus den ersten drei Star-Trek-Kinofilmen wiederverwendet, das auch mehrfach als Kampfbrücke der USS Enterprise NCC 1701-D diente.
Die Beschriftungen auf dem Diagramm des Braslota-Sternensystems sind Anspielungen auf die Anime-Serie Dirty Pair und den Film Mein Nachbar Totoro.

### Modelle
Für die Hathaway wurde dasselbe Modell verwendet, das für die Stargazer aus Folge 1.09 (Die Schlacht von Maxia) angefertigt worden war.
Die Aufnahme, in der die Hathaway von der Enterprise mit einem Traktorstrahl abgeschleppt wird, wurde ebenfalls aus der Folge Die Schlacht von Maxia wiederverwendet.

## Rezeption
Keith DeCandido bewertete Galavorstellung 2011 auf tor.com als eine gute Folge von Raumschiff Enterprise – Das nächste Jahrhundert. Er lobte die Art, wie sich die Handlung entwickelt, die hervorragenden Dialoge, die Gastdarsteller und die Kameradschaftlichkeit unter den Besatzungsmitgliedern der Enterprise und der Hathaway. DeCandido bemängelte zahlreiche Logiklöcher am Ende der Folge, die den Gesamteindruck aber nur geringfügig trüben. Galavorstellung hätte sich für ihn hervorragend als Staffelfinale geeignet.
Kayleena Pierce-Bohen führte Galavorstellung 2020 auf screenrant.com in einer Liste der 15 besten Star-Trek-Folgen auf Platz 13.